# Isabelle Renauld

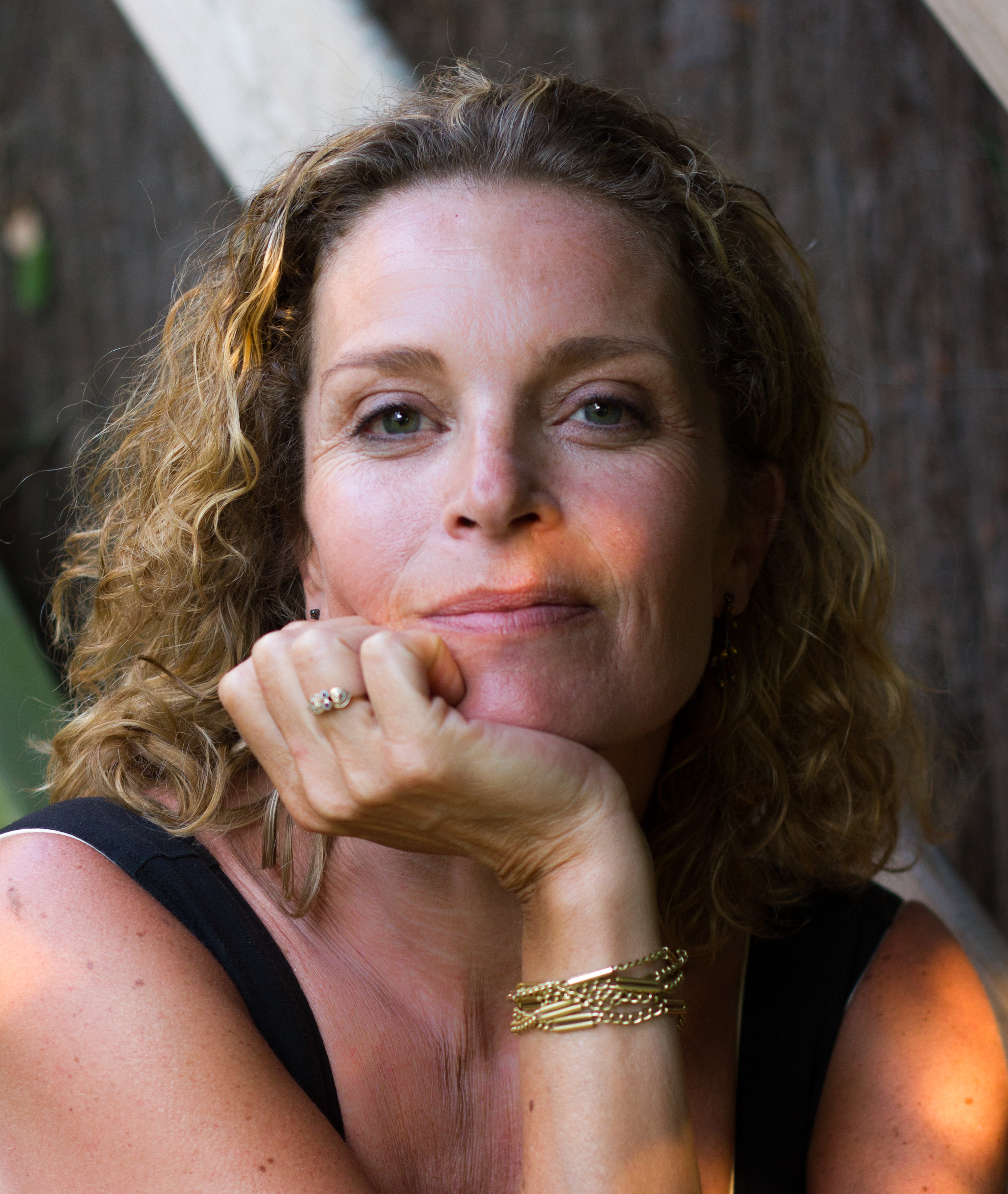
Isabelle Renauld (2012)

Isabelle Renauld (* 24. November 1966 in Saint-Malo) ist eine französische Schauspielerin.
Isabelle Renauld erhielt ihre Schauspielausbildung Mitte der 1980er Jahre an der Schauspielschule in Nanterre durch Patrice Chéreau. Noch während ihrer Ausbildung spielte sie 1986 eine kleine Rolle in dem Film Die Flüchtigen von Francis Veber. Ihren endgültigen Durchbruch erlebte sie 1996 mit der Hauptrolle in Catherine Breillats Film Eine perfekte Liebe. Der griechische Regisseur Theo Angelopoulos besetzte sie daraufhin 1998 in Die Ewigkeit und ein Tag an der Seite von Bruno Ganz. Der Film gewann die Goldene Palme bei den Filmfestspielen von Cannes 1998.

## Filmographie (eine Auswahl)
- 1986: Die Flüchtigen (Les Fugitifs)
- 1987: Hôtel de France – Regie: Patrice Chéreau
- 1987: Die Verliebte (L’Amoureuse) – Regie: Jacques Doillon
- 1989: Coplan: Entführung nach Berlin (Coplan: Coup durs)
- 1991: Operation Corned Beef (L'Opération Corned-Beef) – Regie: Jean-Marie Poiré
- 1995: Nestor Burmas Abenteuer in Paris (Nestor Burma; Fernsehserie, 1 Folge)
- 1996: Eine perfekte Liebe (Parfait amour) – Regie: Catherine Breillat
- 1998: Die Ewigkeit und ein Tag (Μια αιωνιότητα και μια μέρα) – Regie: Theo Angelopoulos
- 1998: Der Barbier von Sibirien (Сибирский цирюльник) – Regie: Nikita Michalkow
- 1999: C’est quoi la vie?
- 2000: Les Blessures assassines – Regie: Jean-Pierre Denis
- 2001: Die Offizierskammer (La chambre des officiers) – Regie: François Dupeyron
- 2001: Vidocq – Regie: Pitof
- 2003: Monsieur Ibrahim und die Blumen des Koran (Monsieur Ibrahim et les fleurs du Coran)
- 2004: Die Liebenden von Cayenne (Les amants du Bagne) – Regie: Thierry Binisti
- 2005: Zwei ungleiche Freunde (Je préfère qu'on reste amis) – Regie: Olivier Nakache und Éric Toledano
- 2005: Imposture – Regie: Patrick Bouchitey
- 2005: Nach dem großen Knall (La nuit des temps)
- 2006: Keine Sorge, mir geht’s gut (Je vais bien, ne t’en fais pas)
- 2007: Une vieille maîtresse – Regie: Catherine Breillat
- 2008: Julie Lescaut (Fernsehserie, 1 Folge)
- 2009–2016: Braquo (Fernsehserie, 13 Folgen)
- 2010: Prey – Vom Jäger zur Beute (Proie) – Regie: Antoine Blossier
- 2010: Profiling Paris (Profilage, Fernsehserie, 1 Folge) – Regie: Eric Summer
- 2014: Zu zweit (Deux) – Regie: Anne Villacèque
- 2014: Mary Higgins Clark: Mysteriöse Verbrechen – Denn vergeben wird Dir nie (Collection Mary Higgins Clark, la reine du suspense; Fernsehserie, Folge: Toi que j'aimais tant)
- 2015: Envers et contre tous (Fernsehfilm) – Regie: Thierry Binisti
- 2017: Bis in den Himmel (Un ciel radieux) – Regie: Nicolas Boukhrief
- 2018: Death in the Soul (La mort dans l'âme, Fernsehfilm) – Regie: Xavier Durringer
- 2018: Là où on va – Regie: Jérôme de Gerlache
- 2018–2019: Kepler(s) (Fernsehserie, 6 Folgen)
- 2018–2019: Au-delà des apparences (Fernsehserie, 6 Folgen)
- 2019: Magellan (Fernsehserie, 1 Folge) – Regie: Stéphane Kopecky
- 2020: Kommissar Caïn (Caïn, Fernsehserie, 1 Folge) – Regie: Bertrand Arthuys
- 2020: Bad Boy (Un mauvais garçon, Fernsehfilm) – Regie: Xavier Durringer
- 2022: Forever Young (Les Amandiers) – Regie: Valeria Bruni Tedeschi